# Дубинецький Роман Володимирович
Рома́н Володи́мирович Дубине́цький — український військовий льотчик.

## З життєпису
Член екіпажу вертольота Мі-24, виконував в 2013 році миротворчу місію у Демократичній Республіці Конго, базувалися в місті Гома, проводили розвідку місцевості та патрулювання територій; у мирний час частина базується в Рівному.
Учасник російсько-української війни.

## Нагороди
На початку серпня 2014-го нагороджений орденом Богдана Хмельницького 3-го ступеня.